# زمین‌لرزه ۱۹۷۵ جزایر هاوایی
زمین‌لرزه جزایر هاوایی در تاریخ ۲۹ نوامبر ۱۹۷۵ میلادی، برابر با ‎۸ آذر ۱۳۵۴، ساعت ۱۴:۴۷:۴۰ به زمان یوتی‌سی در جزایر کوچک حاشیه‌ای ایالات متحده، منطقه جزایر هاوایی رخ داد. ژرفای این زلزله ۲٫۱ کیلومتر بود، و بزرگی آن ۷٫۲ در مقیاس MS اعلام شده‌است. زمین‌لرزه به وقت محلی در روز شنبه، ساعت ۴ روی داده و منطقه زمانی آن یوتی‌سی -۱۰ بوده‌است.
سازمان زمین‌شناسی آمریکا نیز رومرکز این زمین‌لرزه را در مختصات ۱۹°۲۰′۰۲″شمالی ۱۵۵°۰۱′۲۶″غربی / ۱۹٫۳۳۴°شمالی ۱۵۵٫۰۲۴°غربی و ژرفای آنرا در ۵ کیلومتر گزارش کرده‌است. بزرگی برگزیدهٔ این سازمان از میان بزرگیهای محاسبه‌شدهٔ مختلف ۷٫۲ در مقیاس MS بوده و از دید اثر، در میان چهار دسته‌بندی «نامحسوس»، «محسوس»، «زیان‌آور» یا «با تلفات»، زلزله را «با تلفات» اعلام کرده‌است. سونامی نیز در این زلزله گزارش شده‌است.
شمار کشتگان زلزله حدود ۲ نفر و تعداد زخمیان ۲۸ نفر برآورده شده‌است.